# 리메인즈
《리메인즈》(The Remains)는 2016년 공개된 미국의 공포, 스릴러 영화이다. 토마스 델라 벨라가 감독과 각본을 맡았다. 2016년 8월 5일 미국에서 개봉했다.

## 출연
- 토드 로우 - 존
- 브룩 버틀러 - 이지
- 한나 노드버그 - 빅토리아
- 대시 윌리엄스 - 에이든
- 사무엘 라슨 - 토미
- 리사 브레너 - 멜리사
- 니키 한 - 엘레나
- 미리아 올슨 - 마담 애디슨
- 애슐리 크로우 - 클레어
- 타바 스마일리 - 린
- 제니 블롱 - 안나